# Castello di Triora
Il castello di Triora è un castello in rovina risalente al XII o al XII secolo nell'omonimo borgo in provincia di Imperia.

## Storia
La sua edificazione avvenne probabilmente nel periodo che va dal XII secolo al XIII secolo, costruito interamente nella roccia sul punto più alto dell'allora paese di Triora. Citato nei documenti antichi come il Castrum Vetus Triorae, e antico possedimento dei conti di Ventimiglia, proprio per la sua posizione considerata strategica lungo le vie principali della valle Argentina fu nel periodo medievale acquisito dalla Repubblica di Genova che ne fece un'importante baluardo difensivo.
Un'importanza militare che con l'avvento di nuove postazioni difensive lungo questa parte della Liguria Occidentale, e anche dalla migliorie in campo difensivo e armi da fuoco, venne sempre meno tanto che nel 1625, nelle azioni belliche tra lo stato genovese e il Ducato di Savoia, il castello triorese risultò pressoché non servibile. Attualmente risulta in stato di rudere.
Fulcro dell'economia feudale era il sistema curtense, che si irradiava intorno al castello del feudatario. A Triora il castello dovette essere costituito dal forte di San Dalmazzo, a cui era annessa la chiesa omonima e l'abitazione del signore.
La corte era una vera e propria cittadella completamente autosufficiente, con i suoi magazzini, coloni e artigiani, e vendeva, comprava e barattava con i trioresi i prodotti della terra e i manufatti locali.